# オランダシシガシラ

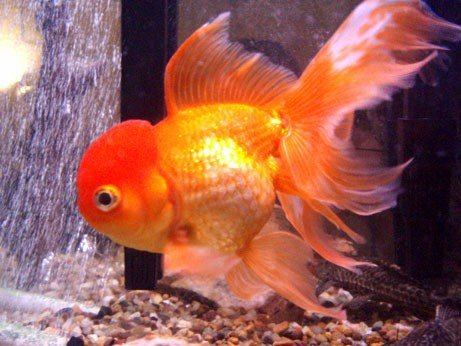
オランダシシガシラ

オランダシシガシラ（和蘭獅子頭）は、キンギョの一品種。頭部の肉瘤（にくりゅう）が非常に発達しているのが特徴である。

## 概要
頭部に肉瘤が発達した琉金の突然変異個体を選別・固定化した品種。背ビレがあって、肉瘤があり、伸長した開き尾を持つことが特徴。体色は赤、橙黄、白、サラサ、黒等が存在し、日本で古くから親しまれてきた比較的長い体型を持つ系統（長手オランダ）と、近年になって中国から輸入されるようになった短い体型の系統（バルーンオランダ）の二つの系統が存在する。

## 歴史
江戸時代の寛政年間に、中国から琉球を経て、長崎に渡来した。当時は鎖国状態のため、珍しい渡来物を「オランダ物」と呼び珍重されていたことと、頭の発達した肉瘤が獅子の頭を彷彿とさせたことから、「オランダ獅子頭」と命名された。

## 特徴
頭部には、最大の特徴である肉瘤が発達し、体型は、リュウキンより胴長で各鰭（ひれ）が長く、非常に大きくなる個体である。また、入手も大変しやすく、飼育も丈夫で比較的容易である。肉瘤はランチュウほど派手ではないが、見応えはある。長手のタイプは保存会により評価され、丸手のタイプは一般に流通し、趣が異なる。

## 飼育
日本産の個体はワキンの特性が強く、飼育はしやすい部類に属す。リュウキン、デメキンが転覆病になり易いのに対し、オランダシシガシラは罹患し難い。

## 系統

### 長手タイプ
代表種は熊本県長洲町の特産品としてオランダシシガシラが巨大化するジャンボオランダがあり、ジャンボオランダは、大型のオランダシシガシラとワキンを繰り返し交配することにより出現した。
四国地方は各県で長手のオランダシシガシラの流通が多く、四国オランダと呼ばれ、評価されている。ハナフサは日本産の個体は伊勢オランダから派生している。

### 丸手タイプ
代表種は長野県飯田市のオランダシシガシラが有名であり、赤が強く、更紗になるほど目立つ。

## 交配種
代表種はアズマニシキがあり、キャリコ柄をしており、キャリコデメキン（サンショクデメキン）との交配である。また定かではないがシシガシラデメキン（リュウガン）がある。